# Coleman Bridge (Massachusetts)
Die Coleman Bridge überspannt den Fluss Phelps Brook in einem abgelegenen Teil der Stadt Windsor im Berkshire County, Massachusetts. Sie ist von Wäldern und Sümpfen umgeben und liegt inmitten des Windsor State Forest. Die Brücke liegt auf einem stillgelegten Abschnitt der Windsor Bush Road, einer zerklüfteten Nebenstraße, die einst die Berggemeinden entlang des Phelps Brook, eines östlichen Nebenflusses des Westfield River, verband. 
Die Straße ist nach der verlassenen Gemeinde Windsor Bush benannt, einer alten Bauernsiedlung, die einst in Sichtweite der Brücke existierte und von der nur noch ein Wohnhaus übrig ist. Die Straße und die Brücke werden heute in erster Linie als Wanderwege genutzt.

## Beschreibung
Die mit 31 Fuß (ca. 9,4 m) vergleichsweise kurze Brücke ist als Pony-Fachwerkbrücke aus Stahlrohren nach dem Patent von Charles H. Ball aufgebaut und wurde um 1894 errichtet. Die Oberseile der Fachwerke sind abgewinkelt und aus Rohren mit einem Durchmesser von 5¾ Zoll gefertigt, ein Merkmal, das diesen Brückentyp auszeichnet. Für jedes Fachwerk werden drei Rohrstücke durch Gewindekupplungen miteinander verbunden, um den Gurt zu bilden. Ein langes, an den Enden gebogenes Rohr bildet den oberen Teil des Gurtes; zwei kürzere Rohre vervollständigen die diagonalen Seiten des Gurtes. Die Untergurte bestehen aus zwei Eisenstäben, die an der Basis der Obergurte verschraubt sind. Jede Stange ist mit einem Spannschloss versehen, um die Gurte in Spannung zu halten.
Über den Obergurt sind Stahlstangen gebogen, die mit einem am Rohr befestigten Hakenbolzen gehalten werden. Diese Stangen werden unter das Brückendeck geführt, wo sie mit stählernen I-Bodenträgern verschraubt sind. Die Untergurtstangen werden durch Löcher in den Bodenbalken geführt. Zwei diagonale Zugstangen kreuzen sich in den Mittelplatten der Fachwerke. Diese sind an der Oberseite geflanscht und mit der Basis der Hakenschraube verbunden, mit der die Bodenbalkenaufhängungen befestigt sind. An ihren unteren Enden werden sie horizontal gebogen und durch die Bodenbalken geschraubt. Die Seitenteile unter den schrägen Seiten des Rohrgurts haben einen einzelnen diagonalen Zugstab, der oben durch das Rohr und unten durch den Bodenbalken geschraubt ist.
Darüber hinaus gibt es diagonale Zugstangen, die zwischen den Bodenbalken unter dem Deck verlaufen. Keiner der Zugstäbe ist mit Spannschlössern versehen. Die Brücke ist an ihren Betonwiderlagern mit Bolzen befestigt, die durch Löcher am Ende der Obergurte getrieben werden. Fünf I-Träger sind über die Bodenbalken und Widerlager gespannt, um das Brückendeck zu stützen. Diese Stahlstreben ersetzten die ursprünglichen Holzstreben. Das heutige Holzplanken-Deck ist ebenfalls ein Ersatz. Ein Teil des Rohrgeländers ist an der Außenseite des Brückenpfeilers in der nordwestlichen Ecke erhalten geblieben. Die Geländer an den anderen Gurtstäben wurden entfernt.

## Historische Bedeutung
Die Coleman Bridge ist ein seltenes und typisches Beispiel für eine Stahlfachwerkbrücke aus dem späten 19. Jahrhundert, die von dem Unternehmer Charles H. Ball patentiert wurde und als Ball Pipe Truss Bridge bekannt ist. Die Brücke ist das letzte intakte Beispiel von Balls Erfindung in Massachusetts (zwei andere wurden demontiert und eingelagert). Die charakteristische Verwendung von Stahlrohren bei der Herstellung der Obergurte des Fachwerks sowie die sparsame Verwendung von Stäben für die Untergurte, die vertikalen Elemente und die Zugstäbe heben die Brücke von den anderen Fachwerktypen aus dieser Zeit ab. Rohre wurden bereits zuvor für den Bau von Brückenträgern verwendet, allerdings meist dann, wenn auch Wasser über die Brücke transportiert werden musste. Ball wandte die Technologie auf eine völlig andere Art und Weise an, nämlich um Material zu sparen, die Anzahl der Strukturelemente zu reduzieren, das Nieten zu vermeiden (das er für eine Verschwendung von Arbeit hielt) und eine billige und praktische Brücke zu bauen.
Balls Ziel war es, eine stählerne Nachbildung der kleinen Holzbrücken an sekundären Kreuzungen wie der Coleman Bridge zu schaffen. Die Ball Pipe Truss Bridge ist ein historisches Beispiel für die ländliche Anwendung von Stahlrohr-Konstruktionsmethoden, die erst zu Beginn des 21. Jahrhunderts in die amerikanische Baupraxis eingeführt wurden. Sie fügt der Geschichte des Brückenbaus eine wichtige Dimension hinzu und erweitert damit das Verständnis und die Wertschätzung für den Einfluss, den industrielle Materialien und Bautechniken auf ihre Konstruktion und Herstellung hatten. Die Tatsache, dass Charles H. Ball ein lokaler Unternehmer war, der eine kosteneffiziente Lösung für die Verbesserung lokaler Straßen entwickelte, als diese Ende des 19. Jahrhunderts immer wichtiger wurden, verleiht ihm und der Coleman Bridge als einzigem erhaltenen Beispiel seiner Arbeit in diesem Bundesstaat eine besondere Bedeutung.